# Griswoldia disparilis
Griswoldia disparilis là một loài nhện trong họ Zoropsidae.
Loài này thuộc chi Griswoldia. Griswoldia disparilis được George Newbold Lawrence miêu tả năm 1952.